# Pristomyrmex curvulus
Pristomyrmex curvulus é uma espécie de formiga do gênero Pristomyrmex, pertencente à subfamília Myrmicinae.